# وقت ازدواج خیلی حواست باشه
وقت ازدواج خیلی حواست باشه (به هندی: Shubh Mangal Zyada Saavdhan) فیلمی است محصول سال ۲۰۲۰ و به کارگردانی هیتش کوالیا است. در این فیلم بازیگرانی همچون آیوشمان کورانا، جیتندرا کومار، نینا گوپتا، گجراج رائو و بومی پدنکار ایفای نقش کرده‌اند.